# Departamentul Lolo-Bouenguidi
Departamentul Lolo-Bouenguidi este un departament din provincia Ogooué-Lolo  din Gabon. Reședința sa este orașul Koulamoutou.